# П'ятидні
П'ятидні́ — село Володимирського району Волинської області. Розташоване на березі річки Луги. Знаходиться за 5 км від кордону з Польщею. Через село проходить залізниця та діє зупинний пункт.
Входить до складу Устилузької міської громади. Населення становить 841 особу.
Кількість дворів (квартир) — 123. З них 19 нових (після 1991 р.).
В селі функціонує Свято-Покровська православна церква. Кількість прихожан — 340 осіб. Працює школа І-ІІ ступенів на 196 місць, клуб, бібліотека, фельдшерсько-акушерський пункт, відділення зв'язку, АТС на 140 номерів, торговельний заклад.
В селі доступні такі телеканали: УТ-1, УТ-2, 1+1, Інтер, Обласне телебачення. Радіомовлення здійснюють Радіо «Промінь» та проводове радіо.
В селі добре розвинене сільське господарство. Тут проводять господарську діяльність підприємство з виробництва сільськогосподарської продукції та фермерське господарство, спеціалізація — рослинництво.
Село газифіковане. Дорога з твердим покриттям в задовільному стані. Наявне постійне транспортне сполучення з районним та обласним центрами.

## Історія
Засноване 1259 р. Село П'ятидні називається так тому, що розташоване на шляху з Києва у Європу, і через П'ятидні проходив п'ятий день подорожі, мандруючі тут відпочивали та міняли коней[джерело?].
У 1906 році село Вербської волості Володимир-Волинського повіту Волинської губернії. Відстань від повітового міста 6 верст, від волості 8. Дворів 82, мешканців 308.
Під час Другої Світової війни на території села проводилися масові розстріли євреїв, сьогодні там встановлено монумент на знак скорботи за погиблими.
20 вересня 1939 р. польськими жандармами, які відступали, розстріляні мешканці села:
1. Губерук Федір Федорович, взятий з хати і на своєму подвір'ї розстріляний.
2. Гунько Павло Євменович, 39 років, забраний з хати і розстріляний над урвищем у м. Устилузі.
3. Назарук Іван Кирилович, 17 років, розстріляний у селі П'ятидні на своєму подвір'ї.
4. Ніалтовський (поляк) забраний з хати і розстріляний над урвищем у м. Устилузі.
5. Остапюк Ярон Іванович, 39 років, вбитий біля своєї хати.
6. Шандалко Семен, 29 років, вбитий поляками на подвір'ї біля своєї хати, з якої його витягли.
7. Сава Іван Трохимович, 43 роки, солтис села.
У жнива 1943 р. польські бандити застрелили в с. Ворчин двох мешканок П'ятиднів: Адамчук Любов Іванівну та Зволянську Олену Петрівну.
Територія П'ятидень багата також на давні археологічні матеріали.
12 червня 2020 року, відповідно до розпорядження Кабінету Міністрів України № 708-р «Про визначення адміністративних центрів та затвердження територій територіальних громад Волинської області», увійшло до складу Устилузької міської територіальної громади.
19 липня 2020 року, в результаті адміністративно-територіальної реформи та ліквідації  Володимир-Волинського району(1940—2020), село увійшло до новоутвореного Володимир-Волинського району (від 18 липня 2022 Володимирського).

## Населення
Згідно з переписом УРСР 1989 року чисельність наявного населення села становила 826 осіб, з яких 393 чоловіки та 433 жінки.
За переписом населення України 2001 року в селі мешкала 841 особа.

### Мова
Розподіл населення за рідною мовою за даними перепису 2001 року:
| Мова       | Відсоток |
| ---------- | -------- |
| українська | 98,69 %  |
| російська  | 0,95 %   |
| білоруська | 0,24 %   |

## Постаті
- Крохмаль Володимир Антонович (1987—2014) — молодший сержант Збройних сил України, учасник російсько-української війни.